# Emundo II da Suécia
Emundo II da Suécia - conhecido como Emund Eriksson (lit. "Emundo, filho de Érico") - falecido em c. 970 - foi um rei lendário dos Suíones, de historicidade comprovada, que reinou em Uppsala no séc. X. De acordo com Adão de Brema, Emundo foi um aliado do rei dinamarquês Harold Blåtand, tendo sido convertido ao cristianismo e batizado em 960.
Adão cita Érico, o Vitorioso como o sucessor de Emundo, mas não indica qual relação, parentesca ou não, haveria entre eles. Ele pode muito bem ter sido o irmão de Biorno III, que as Sagas nórdicas ou Sagas Norueguesas, nomeiam como sendo o pai de Érico, o Vitorioso. Esta teria sido, de acordo com o sistema de co-regência germânica (diarquia) em que dois irmãos foram eleitos reis, e foram, aparentemente, ambos aceites pelos suecos.